# Heinrich Marx
Heinrich Marx (15 de abril de 1777 - 10 de mayo de 1838) fue un abogado alemán de origen judío. Padre del filósofo socialista Karl Marx.

## Biografía

### Primeros años
Heinrich Marx nació en Saarlouis, con el nombre de Herschel Levi, hijo de los judíos Marx Levy Mordechai (1743-1804) y Eva Lwow (1753-1823). El padre de Heinrich Marx era el rabino de Trier, un papel que su hermano mayor asumiría más tarde.
Heinrich Marx se calificó como abogado en 1814, pero tras la derrota de Napoleón en 1815 en  Waterloo, Renania pasó al control conservador del Reino de Prusia, desde su administración francesa más separada. Un edicto de 1812, que los franceses no hicieron cumplir, afirmó que los judíos no podían ocupar puestos legales u oficinas estatales, y la aplicación prusiana de la ley le causó problemas a Heinrich Marx. 
Los colegas de Marx, incluido el presidente de la Corte Suprema Provincial, lo defendieron y buscaron una excepción para él. El Ministro de Justicia de Prusia rechazó sus llamamientos. En 1817 o 1818, cambió su nombre a uno alemán: Heinrich Marx, y se convirtió a la Iglesia Evangélica de Prusia (luterana) para que se le permitiera practicar leyes en Prusia. Su esposa e hijos fueron bautizados en 1825 y 1824, respectivamente.

### Después de la conversión

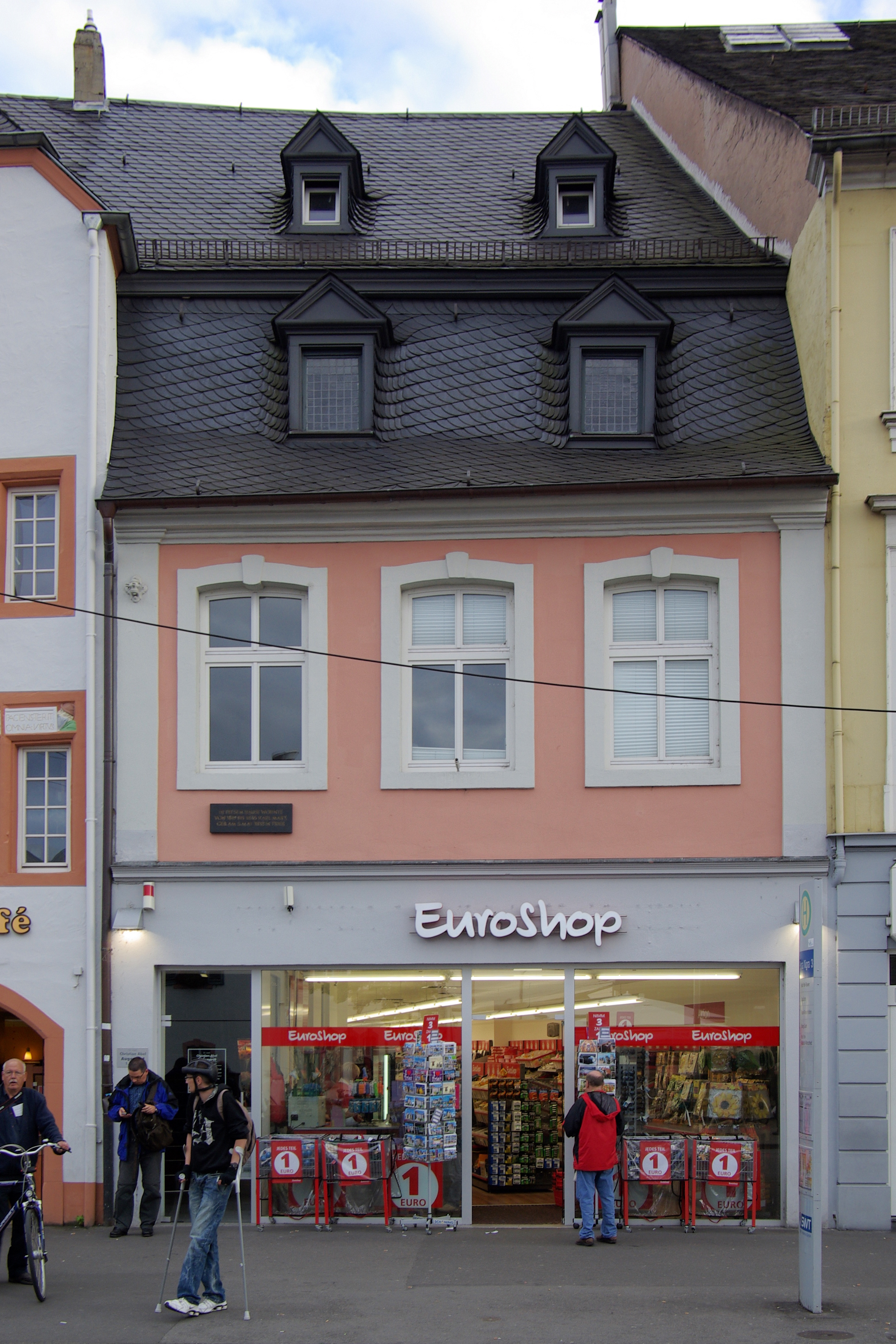
8, Simeonstrasse, Trier: la casa de Heinrich Marx desde 1819 hasta su muerte en 1838.

En gran parte no religioso, Heinrich era un hombre de la Ilustración, interesado en las ideas de los filósofos Immanuel Kant y Voltaire. Un liberal clásico, participó en la agitación de una constitución y reformas en Prusia, luego gobernado por una monarquía absoluta. En 1815, Heinrich Marx comenzó a trabajar como abogado, y en 1819 trasladó a su familia a una propiedad de diez habitaciones cerca del arco romano de Porta Nigra. Su esposa, Henriette Pressburg (1788-1863), pertenecía a una próspera familia judía de negocios de Nijmegen en los Países Bajos. La hermana de Henriette, Sophie Pressburg (1797-1854), la tía de Karl Marx, se casó con Lion Philips (1794-1866), un rico fabricante e industrial de tabaco holandés, en quien Karl y Jenny Marx a menudo recurrían a préstamos mientras estaban exiliados en Londres. Sophie era la abuela de Anton y Gerard Philips, quienes luego fundaron la compañía Philips Electronics. 
Isaiah Berlin escribe sobre Heinrich Marx que creía..
 que el hombre es por naturaleza bueno y racional, y que todo lo que se necesita para garantizar el triunfo de estas cualidades es la eliminación de obstáculos artificiales de su camino. Ya estaban desapareciendo, y desaparecían rápidamente, y el tiempo se acercaba rápidamente cuando las últimas ciudadelas de reacción, la Iglesia Católica y la nobleza feudal, se derretirían ante la irresistible marcha de la razón... Nacido como judío, ciudadano de un estatus legal y social inferior, había alcanzado la igualdad con sus vecinos más ilustrados, se había ganado su respeto como ser humano y se había asimilado en lo que le parecía su modo más racional y digno de vida. 

### Muerte
Heinrich Marx se convirtió en un apasionado patriota y monárquico prusiano que educó a su familia como luteranos liberales. Murió en Trier a causa de una tuberculosis, a los 61 años.

## Relación con Karl Marx
Heinrich hizo que su hijo fuera educado en casa hasta los doce años. Después de graduarse del Trier Gymnasium, Karl se matriculó en la Universidad de Bonn en 1835 a la edad de diecisiete años; deseaba estudiar filosofía y literatura, pero su padre insistió en el derecho como un campo de estudio más práctico. En Bonn, Karl se unió a la sociedad de bebidas Trier Tavern Club (Landsmannschaft der Treveraner) y en un momento se desempeñó como presidente. Debido a las bajas calificaciones de Marx, su padre lo obligó a trasladarse a la Universidad de Berlín, mucho más seria y académicamente orientada, donde sus estudios jurídicos se volvieron menos significativos que las excursiones a filosofía e historia. 
Incluso después del traslado de Karl a Berlín, sus padres seguían preocupados por su estilo de vida y su extravagancia. Después de recibir una carta de Karl en noviembre de 1837, su padre respondió de manera crítica:
 Por desgracia, su conducta ha consistido simplemente en desorden, serpenteando en todos los campos del conocimiento, tradiciones mohosas a la luz sombría de la lámpara; La degeneración en una bata erudita con un cabello sin peinar ha reemplazado la degeneración con un vaso de cerveza. Y una elocuente insociabilidad y un rechazo de todas las convenciones e incluso de todo respeto por tu padre. Tu relación sexual con el mundo se limita a tu sórdida habitación, donde quizás yaces en el desorden clásico las cartas de amor de Jenny [la prometida de Karl] y los consejos manchados de lágrimas de tu padre... ¿Y crees que aquí, en este taller de aprendizaje sin sentido y sin rumbo, puedes madurar los frutos para traerte felicidad a ti y a tu ser querido?... Como si estuviéramos hechos de oro, mi caballero hijo dispone de casi 700 táleros en un solo año, en contravención de cada acuerdo y cada uso, mientras que los más ricos no gastan más de 500. 
Sin embargo, a pesar de sus desacuerdos, Karl siempre mantuvo un fuerte afecto por su padre, su hija Eleanor escribiendo "nunca se cansaba de hablar de él, y siempre llevaba una vieja fotografía de daguerrotipo de él". A la muerte de Karl, Engels dejó la fotografía en su ataúd.

## Obras
- Einige Bemerkungen über das napoleonische Dekret vom 17. März 1808 bei Gelegenheit der glücklichen Vereinigung unseres Landes mit der königlich-preußischen Monarchie (gedruckt in Adolf Kober: Karl Marx' Vater und das napoleonische Ausnahmegesetz gegen die Juden 1808
- Ueber den Werth der Handelsgerichte in den Königl. Preußischen Rheinprovinzen; In: Niederrheinisches Archiv für Gesetzgebung, Rechtswissenschaft und Justiz-Verwaltung; I. Bd., Köln 1817, p. 7 ff. (Digisat Archiv für Sozialgeschichte Bd.8, 1968, p. 277 ff. online)
- Festrede zu Ehren der Landtagsdeputierten vom 13. Januar 1834; gedruckt bei Heinz Monz: Karl Marx - Grundlagen der Entwicklung zu Leben und Werk; Trier 1973, p. 134
- Aus finsteren Zeiten. In: Neue Welt. Beilage Vorwärts Berlin 19. Jg. 1894, Nr. 18 and 19

### En inglés
- Berlin, Isaiah. Karl Marx: His Life and Environment. Oxford University Press, 1963 ISBN 0-19-520052-7
- McLellan, David. Karl Marx: a biography Harper & Row, 1973, 1993 ISBN 9780333639474
- Wheen, Francis. Karl Marx: A Life. Fourth Estate, 1999 ISBN 1-85702-637-3

### En alemán
- Aus finsteren Zeiten. In: Neue Welt. Beilage Vorwärts Berlin 19. Jg. 1894, Nr. 18 and 19
- Bernhard Wachstein: Die Abstammung von Karl Marx. In: Festkrift i anledning af Professor David Simonsens 70-aarige Fodestag. Kobenhavn 1923, p. 278-289
- Eugen Lewin-Dorsch: Familie und Stammbaum von Karl Marx. In: Die Glocke. 9. Jg., 12923, p. 309 ff. und 340 ff.
- H. Horowitz: Die Familie Lwów. In: Monatszeitschrift für Geschichte und Wissenschaft des Judentums. 72. Jg., 1928, p. 487-499
- Bernhard Brilling: Beiträge zur Geschichte der Juden in Trier. In: Trierisches Jahrbuch 1958, Trier 1958, p. 46-50
- Adolf Kober: Aus der Geschichte der Juden im Rheinland. In: Rheinischer Verein für Denkmalpflege und Heimatschutz. 1931 Heft 1. Düsseldorf 1931, p. 11 ff.
- Adolf Kober: Karl Marx' Vater und das napoleonische Ausnahmegesetz gegen die Juden 1808. In: Jahrbuch des Kölnischen Geschichtsvereins e.V. Bd. 14. Köln 1932
- Hans Stein: Der Uebertritt der Familie Marx zum evangelischen Christentum. In: Jahrbuch des Kölnischen Geschichtsvereins e.V., Bd. 14, Köln 1932, p. 126 – 129
- Heinz Monz: Karl Marx und Trier. Verhältnisse Beziehungen Einflüsse. Verlag Neu, Trier 1964
- Heinz Monz: Die rechtsethischen und rechtspolitischen Anschauungen des Heinrich Marx. In: Archiv für Sozialgeschichte Bd. VIII, 1968, p. 261 ff.
- Heinz Monz: Die soziale Lage der elterlichen Familie von Karl Marx; In: Karl Marx 1818 – 1968 – Neue Studien zu Person und Lehre; Mainz, 1968, S. 67-130
- Adalbert Bauer: Karl Marx zum 150. Geburtstag. Kurzer Hinweis auf Vorfahren und Nachkommen. In: Genealogie. Deutsche Zeitschrift für Familienkunde. Bd. IX., 17./18. Jg., 1968/69, Neustadt a. d. Aisch 1968, S. 179-181
- Eugen Rapp: Epithaphen für Vorfahren von Karl Marx auf dem jüdischen Friedhof in Trier. In: Trierer Zeitschrift für Geschichte und Kunst des Trierer Landes und seiner Nachbargebiete. 1970, S. 175-182
- Heinz Monz: Karl Marx. Grundlagen zu Leben und Werk. NCO-Verlag, Trier 1973
- Heinz Monz: Die jüdische Herkunft von Karl Marx; In: Jahrbuch des Instituts für Deutsche Geschichte; 2. Band, Tel Aviv 1973, S. 173
- Richard Laufner / Albert Rausch: Die Familie Marx und die Trierer Judenschaft. Trier 1975 (Schriften aus dem Karl-Marx-Haus-Trier Heft 14)
- Heinz Monz: Der Waldprozeß der Mark Thalfang als Grundlage für Karl Marx' Kritik an den Debatten um das Holzdiebstahlsgesetz. In: Jahrbuch für westdeutsche Landesgeschichte. Bd. 3. Koblenz 1977, Sonderdruck p. 1-24
- Heinz Monz: Advokatenanwalt Heinrich Marx. Die Berufsausbildung eines Juristen. In: Jahrbuch für westdeutsche Landesgeschichte. Bd. 3. Koblenz 1977, Sonderdruck
- Heinz Monz: Advokatenanwalt Heinrich Marx. Die Berufsausbildung eines Juristen im französischen Rheinland. In: Jahrbuch des Instituts für Deutsche Geschichte. Bd. VIII. Tel Aviv 1979, p. 125-141
- Heinz Monz: Neue Funde zum Lebensweg von Karl Marx' Vater. In: Osnabrücker Mitteilungen. Bd. 87. Osnabrück 1981, p. 59-71
- Heinz Monz: Die Trierer Gehöferschaften als Vorbild für die senegalesischen Communautés rurales. In: Jahrbuch für westdeutsche Landesgeschichte. Bd. 11. Koblenz 1985, p. 153-184
- Manfred Schöncke: Karl und Heinrich Marx und ihre Geschwister. Köln 1993, S. 98-359 und 477-482 ISBN 3-89144-185-1
- Heinz Monz: Neue Lebensdaten zu den Vorfahren von Karl Marx. In: Landeskundliche Vierteljahresblätter, Trier 2004, p. 11
- Manfred Schöncke: Die Bibliothek von Heinrich Marx im Jahre 1838. Ein annotiertes Verzeichnis. In: Marx-Engels-Jahrbuch 2005, Akademie Verlag, Berlin 2006, p. 128-172 online Archivado el 1 de septiembre de 2020 en Wayback Machine.

- Datos: Q214986